# Hallerczyk
Pociąg Pancerny Nr 4 „Hallerczyk” – pociąg pancerny Wojska Polskiego sformowany 30 listopada 1918 w Krakowie jako Krakowska Bateria Kolejowa w oparciu o austro-węgierski tabor kolejowy. Jego nazwa pochodzi od generała Józefa Hallera.

## Opis
Pierwszym parowozem pancernym „Hallerczyka” był tendrzak austro-węgierskiej serii 229 (w Polskich Kolejach Państwowych oznaczany jako seria OKl12), opancerzony w Polskich Fabrykach Maszyn i Wagonów L. Zieleniewski S.A. w Krakowie. Zastosowane płyty pancerne miały 10–15 milimetrów grubości i zakryto nimi między innymi większą część kół i mechanizm jezdny, przy czym drzwi dymnicy, komin i prawdopodobnie górna część kotła pozbawione były opancerzenia. Lokomotywa parowa prowadziła skład złożony między innymi z 4 wozów pancernych wyposażonych w armaty kazamatowe kalibru 8 centymetrów (M.94), 3 wozy szturmowe służące do transportu piechoty z 15 karabinami maszynowymi oraz wagony platformy ze sprzętem do naprawy torów. Wagony artyleryjskie mogły prowadzić ogień na boki, jeden z nich posiadał działo umieszczone na przodzie. Załoga składała się z 12 oficerów, 2 podchorążych, 90 żołnierzy oraz 2 maszynistów i 2 pomocników maszynisty.

## Historia
30 stycznia 1919 „Hallerczyk” stacjonował w Chybiu i wziął udział w ostrzelaniu wojsk czechosłowackich w Drogomyślu i Pruchnej w ramach bitwy pod Skoczowem podczas wojny polsko-czechosłowackiej. Ostrzał tak wspominał pułkownik – późniejszy generał – Franciszek Latinik (pisownia oryginalna): 

Po godzinie 12-tej wysuwa się do natarcia jeden czeski batalion po obu stronach toru kolejowego, co spowodowało płk. Springwalda zarządzić wypad pociągu pancernego „Hallerczyk”. W oka mgnieniu puszczono parę, błyskawicznie dostał się pociąg pancerny w środek czeskiej tyraliery i zaskoczywszy ją flankowym ogniem po obu stronach toru kolejowego, zmusił tyralierę do popłochowego odwrotu. Atoli kpt. Kozak nie zadowolił się tym sukcesem i nakazał części swej załogi wysiąść z pociągu do pościgu, którym zabrano 10 jeńców. Poczem kontynuuje „Hallerczyk” jazdę do stacji Pruchna i ostrzeliwuje granatami nieprzyjacielski pociąg pancerny, który kilkakrotnie trafiony ratuje się ucieczką. Odwetowy ogień czeski na „Halerczyka” był bezskuteczny. Powróciwszy do Drogomyśla zdał kpt. Kozak raporty z zeznań jeńców…

W południe tego dnia pociąg stacjonował na przystanku kolejowym w Drogomyślu. Po podpisaniu zawieszenia broni między wojskami polskimi i czechosłowackimi „Hallerczyk” od 2 do 7 lutego stał bezczynnie w Dziedzicach, po czym wyjechał do Radymna, a następnie w okolice Lwowa i na Wołyń, gdzie wspierał polskie oddziały w czasie wojny z Ukraińcami. W tym okresie dowódcą „Hallerczyka” był późniejszy profesor nauk polonistycznych Stanisław Pigoń, a członkiem załogi późniejszy dowódca Brygady im. Jarosława Dąbrowskiego Józef Strzelczyk. „Hallerczyk” brał także udział w działaniach na Górnym Śląsku i obejmowaniu Pomorza Gdańskiego przez Front Pomorski generała Hallera. W lipcu 1920 podczas wojny polsko-bolszewickiej został całkowicie rozbity ale po odtworzeniu pociągu z nową lokomotywą i wagonami, ponownie skierowano go do walk z bolszewikami. 13 listopada 1920 delegacja załogi pociągu na czele z kapitanem artylerii Antonim Policzkiewiczem wręczyła Naczelnemu Wodzowi Józefowi Piłsudskiemu sztandary sowieckiej 6 armii i 157 pułku strzelców zdobyte przez „Hallerczyka” w czasie walk o Pińsk. Pociąg pancerny „Hallerczyk” został rozformowany w sierpniu 1921.

## Odznaka pamiątkowa
Odznaka pamiątkowa sztancowana w blasze z białego metalu, lub srebrze. Grubość blachy około 0,8 mm; wymiary 25 × 37 mm. W środku odznaki zbroja rycerska z dwoma skrzyżowanymi mieczami na tle owalu z łusek pancernych. U dołu napis dwuwierszowy „1919–20” / „P.P.L.4”. Poniżej owalu na wstędze napis „Hallerczyk”.

## Żołnierze pociągu
| Obsada personalna pociągu w 1920 | Obsada personalna pociągu w 1920 |
| Stanowisko                       | Stopień, imię i nazwisko         |
| -------------------------------- | -------------------------------- |
| Dowódca pociągu                  | kpt. Antoni Policzkiewicz (?)    |
| Lekarz                           | ppor. Kazimierz Paprocki         |
| Oficer sanitarny                 | ppor. san. Jerzy Wusatowski      |
| Oficer zalogi                    | por. Roman Leśnikowski           |